# FARI - AI for the Common Good
 (janvier 2024).
La mise en forme du texte ne suit pas les recommandations de Wikipédia : il faut le « wikifier ».
Les points d'amélioration suivants sont les cas les plus fréquents. Le détail des points à revoir est peut-être précisé sur la page de discussion.
- Les titres sont pré-formatés par le logiciel. Ils ne sont ni en capitales, ni en gras.
- Le texte ne doit pas être écrit en capitales (les noms de famille non plus), ni en gras, ni en italique, ni en « petit »…
- Le gras n'est utilisé que pour surligner le titre de l'article dans l'introduction, une seule fois.
- L'italique est rarement utilisé : mots en langue étrangère, titres d'œuvres, noms de bateaux, etc.
- Les citations ne sont pas en italique mais en corps de texte normal. Elles sont entourées par des guillemets français : « et ».
- Les listes à puces sont à éviter, des paragraphes rédigés étant largement préférés. Les tableaux sont à réserver à la présentation de données structurées (résultats, etc.).
- Les appels de note de bas de page (petits chiffres en exposant, introduits par l'outil «  Source ») sont à placer entre la fin de phrase et le point final[comme ça].
- Les liens internes (vers d'autres articles de Wikipédia) sont à choisir avec parcimonie. Créez des liens vers des articles approfondissant le sujet. Les termes génériques sans rapport avec le sujet sont à éviter, ainsi que les répétitions de liens vers un même terme.
- Les liens externes sont à placer uniquement dans une section « Liens externes », à la fin de l'article. Ces liens sont à choisir avec parcimonie suivant les règles définies. Si un lien sert de source à l'article, son insertion dans le texte est à faire par les notes de bas de page.
- La présentation des références doit suivre les conventions bibliographiques. Il est recommandé d'utiliser les modèles {{Ouvrage}}, {{Chapitre}}, {{Article}}, {{Lien web}} et/ou {{Bibliographie}}. Le mode d'édition visuel peut mettre en forme automatiquement les références.
- Insérer une infobox (cadre d'informations à droite) n'est pas obligatoire pour parachever la mise en page.

Pour une aide détaillée, merci de consulter Aide:Wikification.
Si vous pensez que ces points ont été résolus, vous pouvez retirer ce bandeau et améliorer la mise en forme d'un autre article.
 (janvier 2024).
L'article doit être relu — et modifié si nécessaire — par des contributeurs indépendants pour apporter un regard critique aux contributions effectuées en violation des conditions d'utilisation de Wikipédia, tant sur la forme (notamment concernant le style encyclopédique, la proportionnalité) que sur le fond (la neutralité de point de vue, la qualité et l'indépendance des sources).
 (janvier 2024).
FARI est un institut de recherche universitaire en intelligence artificielle, données et robotique qui se focalise sur la question de l'intérêt général et du bien commun. L'institut est une initiative conjointe de deux universités bruxelloises (Vrije Universiteit Brussel et l'Université libre de Bruxelles). Il associe des expertises interdisciplinaires au sein de 10 groupes de recherche spécialisés dans les domaines de l'intelligence artificielle, des données, de la robotique, des sciences sociales, de l'éthique et du droit.
FARI mène des recherches appliquées et établit des liens avec les administrations publiques, les citoyens et les entreprises. Il milite en faveur d'une exploitation soutenable des technologies liées à l'intelligence artificielle, aux données et à la robotique, en se focalisant sur des domaines de politique de la ville et de politique publique identifiés comme étant prioritaires par la Région de Bruxelles-Capitale : santé, mobilité, robotique durable, climat et énergie, ainsi qu'une société participative et inclusive.

## Histoire
Inspirés en 2018 par une visite à l'Institut québécois d'intelligence artificielle Mila, au Canada, l'ancienne rectrice de la VUB, Caroline Pauwels, et l'ancien recteur de l'ULB, Yvon Englaert, ont initié la conceptualisation de FARI. En associant les efforts et les ressources de l'ULB et de la VUB en matière d'IA, de données de robotique, FARI a été officiellement lancé à l'occasion de la Semaine belge de l'IA en mars 2021.
FARI a ensuite obtenu une subvention dans le cadre du plan de relance européen NextGenerationEU, avec le soutien de la Région de Bruxelles-Capitale, d'Innoviris et de Paradigm. En juillet 2022, la première FARI Conference a réuni plus de 300 participants et intervenants du monde entier issus de disciplines diverses.
En mars 2023, les locaux de FARI, comprenant son Test & Experience Center en IA, ont été inaugurés au centre de Bruxelles, près de la Gare centrale, sur le campus BeCentral.

## Communauté scientifique
FARI réunit des chercheurs et des experts en intelligence artificielle, focalisés sur l'IA explicable et digne de confiance, sur les données (ouvertes) et sur la robotique durable et centrée sur l'humain). Actuellement, l'institut héberge une vaste communauté de 300 chercheurs des universités ULB et VUB, qui contribuent à promouvoir et à réaliser des recherches interdisciplinaires.
Le Conseil scientifique de FARI est composé des professeurs Ann Nowé du Laboratoire d'IA de la VUB et Hugues Bersini du groupe de recherche IRIDIA de l'ULB. Dix groupes de recherche travaillant sur l'IA, les données et la robotique à la VUB et à l'ULB collaborent étroitement avec l'institut, et leurs responsables de recherche font partie des membres fondateurs de FARI.
- Brubotics[13] (VUB) : Professeur Bram Vanderborght
- Service d'Automatique et d'Analyse des Systèmes – SaaS (ULB) : Professeur Emanuel Garone
- ETRO (VUB) : Professeurs Adrian Munteanu, Bart Jansen et Jef Vandemeulebroucke
- IRIDIA (ULB) : Professeurs Hugues Bersini, Marco Dorigo, Mauro Biratarri et Thomas Stuetzle
- LSTS RESEARCH GROUP (VUB) : Professeure Mireille Hildebrandt
- Machine Learning Group (ULB) : Professeurs Tom Lenaerts et Gianluca Bontempi Centre Perelman (ULB) : Professeurs Gregory Lewkowicz et Benoît Frydman
- SMIT (VUB) : Professeurs Pieter Ballon et An Jacobs
- Solvay Business School (ULB) : Professeur Nicolas Van Zeebroek
- Artificial Intelligence Lab (VUB) : Professeurs Ann Nowé, Geraint Wiggins, Bernard Manderick et Bart de Boe

## Test and Experience Center
Le 23 mars 2022, FARI a ouvert au public son « centre de test et d'expérience en IA ». Orienté vers le public, il offre aux citoyens la possibilité de tester, d'expérimenter et de comprendre ce que l'IA peut accomplir. Il propose des démonstrations sur l'IA, les données, la robotique et l'éthique, mettant en évidence l'impact potentiel des technologies vis à vis du bien commun.
Ce lieu vise à sensibiliser et à inspirer différentes classes d'âge, à Bruxelles et au-delà, via des démonstrations et des prototypes provenant de laboratoires de recherche de la région et de laboratoires partenaires. Le Centre remplit plusieurs objectifs :
- Les laboratoires de recherche de la région et les laboratoires partenaires peuvent y présenter leurs démonstrations et leurs prototypes, ce qui facilite la collaboration avec d'éventuels partenaires, ouvrant la voie à la mise en œuvre pratique de leurs recherches ;
- les institutions gouvernementales et les administrations publiques peuvent y explorer l'usage de l'IA, des données et de la robotique, par exemple dans la perspective de la ville intelligente ;
- des organisations citoyennes peuvent expérimenter des démonstrations et des prototypes de technologies au service du public.

Stratégiquement installé à BeCentral près de la Gare centrale de Bruxelles, ce centre accueille aussi des événements, des formations et des ateliers visant à impliquer les acteurs privés, publics, citoyens et scientifiques. Il est également ouvert au public (via des visites sur rendez-vous).

## Projets et Activités
Depuis 2021, FARI a entrepris plusieurs recherches et initiatives visant à consolider la recherche sur l'IA pour le bien commun, notamment à Bruxelles.

### La recherche pour et par Bruxelles
Depuis sa création, FARI a produit des publications scientifiques, notamment dans les domaines de l'IA urbaine et publique, ainsi que de l'IA durable, des données et de la robotique durables. Ces publications sont le fruit d'un travail collaboratif entre les chercheurs de FARI et sont publiées en libre accès. Pour continuer à développer les connaissances en matière d'IA, de données et de robotique, FARI travaille également sur 10 projets de doctorat actifs en 2023.

### Projets collaboratifs
Travaillant avec les entités publiques bruxelloises, FARI a développé des projets visant à répondre aux principaux problèmes identifiés par les administrations.
- Analyse de la législation bruxelloise (Simplex) et consolidation d'une base de données juridique régionale[15].
- Optimisation des analyses d'offres d'emploi avec Actiris[16].
- Détection des annonces illégales visant la vente d'animaux pour Bruxelles Environnement.
- Une stratégie d'IA pour la Région de Bruxelles-Capitale.
- Des villes jumelées numériques pour Bruxelles.
- Datawalks – visites guidées pour découvrir la collecte de données au cœur de Bruxelles.
- Élaboration d'une Consultation publique pour renforcer la présence des voix citoyennes dans les projets d'IA.

### Favoriser la connaissance par l'éducation
Offrant une voie pour la formation continue, la FARI AI Academy propose des cours et des formations pertinents sur l'IA visant à aider les citoyens et les organisations de Bruxelles à comprendre les tendances et les défis relatifs à l'IA, aux données et à la robotique. L'AI Academy collabore avec les professeurs de la VUB et de l'ULB qui dispensent des modules dans leur domaine d'expertise.

## Événements
Dans le cadre de son engagement auprès des institutions publiques, des experts et de la communauté scientifique, FARI organise régulièrement des événements, des ateliers et des conférences en collaboration avec ses partenaires, en ligne et hors ligne. Depuis 2021, FARI a organisé ou contribué à plus de 70 événements dans 10 pays.
Ces événements abordent de nombreux sujets, tels que l'IA locale et durable, la robotique, la mobilité, la gouvernance, la diversité et l'inclusion, les questions juridiques et éthiques, et les villes intelligentes.
Plus particulièrement, FARI organise chaque année la FARI Conference Brussels, qui réunit des chercheurs, des décideurs politiques, des experts et des citoyens pour échanger sur le sujet de l'IA locale et durable. En 2023, la deuxième FARI Conference Brussels a réuni plus de 400 participants, 61 intervenants provenant de 17 pays, dont 45% étaient des femmes. Cette conférence sur deux jours a compris un total de 8 sessions, couvrant un large éventail de sujets liés à l'IA, aux données et à la robotique locales et durables. Des représentants des gouvernements bruxellois et belges étaient présents et ont ouvert la conférence en 2023.

## Membres et partenaires
FARI vise à diffuser les avancées de la recherche en IA au sein de la société au sens large grâce à la collaboration entre la Vrije Universiteit Brussel et l'Université libre de Bruxelles, dont FARI est un institut de recherche conjoint.
FARI est soutenu et financé par la Commission européenne dans le cadre du plan de résilience et de relance NextGenerationEU pour la Région de Bruxelles-Capitale. L'institut est soutenu par Innoviris, Paradigm et la Région de Bruxelles-Capitale. Ainsi, FARI vise à favoriser un travail de recherche où l'IA, les données et la robotique responsables sont développées avec une perspective locale à l'esprit.
Pour représenter Bruxelles dans la collaboration européenne sur l'IA, FARI est également le représentant belge de CLAIRE, la Confédération des Laboratoires pour la Recherche en Intelligence Artificielle en Europe. FARI coordonne le bureau CLAIRE de Bruxelles avec neuf membres du comité de direction d'AI Flanders, TRAIL, Bruxelles (KULeuven, UCLouvain, UGent, ULiege, VUB, ULB).
En 2022, FARI contribue via l'ULB et la VUB à SustAIn.brussels, un pôle européen d'innovation numérique (EDIH).
FARI est officiellement partenaire de deux instituts de recherche canadiennes : l'Institut québécois d'intelligence artificielle Mila et l'Observatoire international sur les impacts sociétaux de l'IA et du numérique (OBVIA).